# Leptobasis lucifer
Leptobasis lucifer là loài chuồn chuồn trong họ Coenagrionidae. Loài này được Donnelly mô tả khoa học đầu tiên năm 1967.